# Cantref

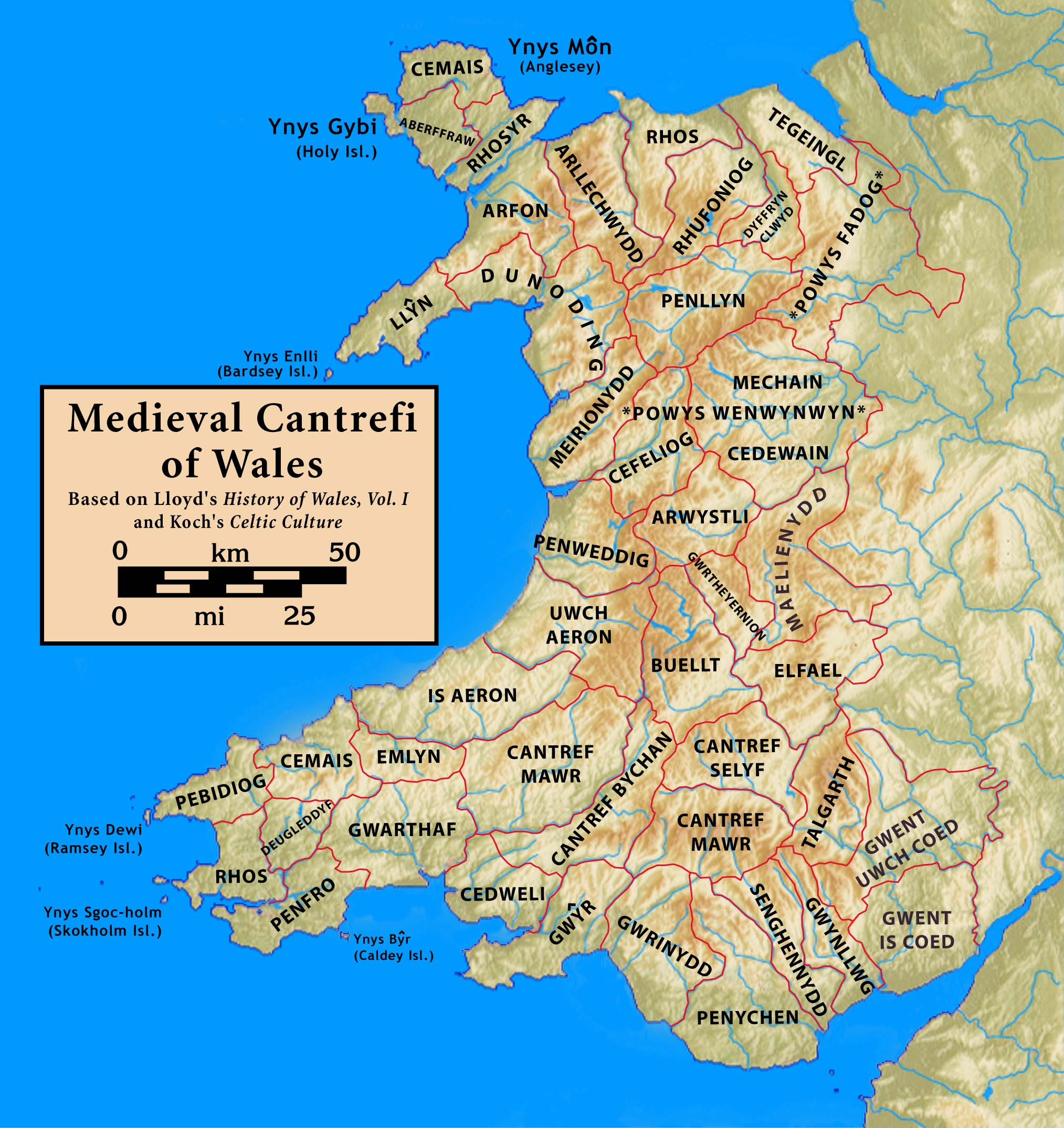
Mapa cantrefi w średniowiecznej Walii

Cantref (l. mn. cantrefi) – jednostka administracyjna w średniowiecznej Walii. Nazwa pochodzi od dwóch członów: can(t) (sto) oraz tref (miejscowość, we współczesnym walijskim słowo oznacza jednak "miasto"). Podział na cantrefi był prawdopodobnie bardzo stary, ponieważ ich granice często pokrywały się z granicami dialektów języka walijskiego. Cantref dzielił się na kilka commote (wal. cwmwd, l.mn. cymydau).
Czerwona Księga z Hergest podaje następujące cantrefi na przełomie XIV i XV wieku:
| Region      | Cantref           | Commotes |
| ----------- | ----------------- | --- |
| Gwynedd     | Teigyl            | - Insel - Prestan - Rhuddlan                                                                                                   |
| Gwynedd     | Dyffryn Clwyt     | - Colyan - Llannerch - Ystrad                                                                                                  |
| Gwynedd     | Rywynyawc         | - Rhuthyn - Uch Alech - Is Alech                                                                                               |
| Gwynedd     | Rhos              | - Uch Dulas - Is Dulas - Ykreudyn                                                                                              |
| Gwynedd     | Mon               | - Llan Uaes - Cemeis - Talebolyon - Aberffraw - Penn Rhos - Rosvyrr                                                            |
| Gwynedd     | Arllechwed        | - Treffryw - Aber |
| Gwynedd     | Arfon             | - Uch Conwy - Is Conwy |
| Gwynedd     | Dinodyn           | - Rifnot - Ardudwy |
| Gwynedd     | Llyyn             | - Inmael - Is Clogyon - Cwmdinam                                                                                               |
| Gwynedd     | Meiryonyd         | - Eftumaneyr - Talybont |
| Gwynedd     | Eryri             | - Cyueilawc - Madeu - Uch Meloch - Is Meloch - Llan Gonw - Dinmael - Glyndyudwy                                                |
| Powys       | Powys Madawc      | - Iaal - Ystrad Alun - Yr Hop - Berford - Wnknan - Trefwenn - Croesosswallt - Y Creudyn - Nant Odyn - Ceuenbleid - Uch Raeadyr |
| Powys       | Powys Gwennwynwyn | - Is Raedyr - Deu Dyswr - Llannerchwdwl - Ystrad Marchell - Mecheyn - Caer Einon - Uch Affes - Is Affes - Uch Coet - Is Coet   |
| Maelenyd    | Maelenyd          | - Ceri - Gwerthrynnyon - Swyd Uudugre - Swyd Yethon - Llwythyfnwc                                                              |
| Buellt      | Buellt            | - Penn Buellt - Swydman - Treflys - Is Iruon                                                                                   |
| Eluael      | Eluael            | - Uch Mynyd - Is Mynyd |
| Brecheinawc | Selyf             | - Brwynllys - Talgarth |
| Brecheinawc | Tewdos            | - Dyffryn Hodni - Llywel - Tir Rawlf                                                                                           |
| Brecheinawc | Ida               | - Ystrad Yw - Cruc Howel - Efyas                                                                                               |
| Ystrad Tywi | Bychan            | - Hirvryn - Perued - Iskennen                                                                                                  |
| Ystrad Tywi | Eginawc           | - Kedweli - Carnywyllawn - Gwhyr                                                                                               |
| Ystrad Tywi | Mawr              | - Mallaen - Caeaw - Maenawr Deilaw - Cetheinawc - Mab Eluyw - Mab Utryt - Widigada                                             |
| Ceredigyawn | Gwarthaw          | - Geneurglyn - Perued - Creudyn                                                                                                |
| Ceredigyawn | Mabwynyon         | - Meuneyd - Anhunyawc - Pennard                                                                                                |
| Ceredigyawn | Caer Wedros       | - Wenyionid - Is Coed |
| Emlyn       | Emlyn             | - Uch Cuch - Is Cuch |
| Cemeis      | Cemeis            | - Uch Neuer - Is Neuer |
| Wartha      | Wartha            | - Eluyd - Derllys - Pennryn - Estyrlwyf - Talacharn - Amgoet - Peluneawc - Y Uelfre                                            |
| Deugledyf   | Deugledyf         | - Llan y Hadein - Castel Hu |
| Pennbrwc    | Pennbrwc          | - Penncaer - Menew |
| Pebideawc   | Pebideawc         | - Hawlfford - Castell Gwalchmei                                                                                                |
| Morgannwg   | Gorvynyd          | - Rwng Net A Thawy - Tir Yr Hwndryt - Rwng Neth ac Avyn - Tir Yr Iarll - Y Coety - Maenawr Glyn Ogwr                           |
| Morgannwg   | Penn Ychen        | - Meisgyn - Glyn Rodne - Maenawr Tal y Vann - Maenawr Ruthyn                                                                   |
| Morgannwg   | Breinyawl         | - Is Caech - Uch Caech - Kibwr                                                                                                 |
| Morgannwg   | Gwynllwc          | - Yr Heid - Ydref Berued - Edelygyon - Eithyaf - Y Mynyd                                                                       |
| Morgannwg   | Gwent             | - Is Coed - Llemynyd - Tref y Gruc - Uch Coed                                                                                  |